# Zimapantongo
Zimapantongo es una localidad de México perteneciente al municipio de Chapantongo en el estado de Hidalgo.

## Geografía
A la localidad le corresponden las coordenadas geográficas 20° 14’ 22.167” de latitud norte y 99° 27’ 21.546” de longitud oeste, con una altitud de 2217 m s. n. m. Se encuentra a una distancia aproximada de 5.17 kilómetros al suroeste de la cabecera municipal, Chapantongo.
En cuanto a fisiografía se encuentra dentro de las provincia del Eje Neovolcánico, dentro de la subprovincia de Llanuras y Sierras de Querétaro e Hidalgo; su terreno es de sierra y lomerío. En lo que respecta a la hidrografía se encuentra posicionado en la región Panuco, dentro de la cuenca del río Moctezuma, en la subcuenca del río Alfajayucan. Cuenta con un clima templado subhúmedo con lluvias en verano, de menor humedad.

## Demografía
En 2020 registró una población de 666 personas, lo que corresponde al 5.14 % de la población municipal. De los cuales 323 son hombres y 343 son mujeres. Tiene 2007viviendas particulares habitadas.
| Gráfica de evolución demográfica de Zimapantongo entre 1900 y 2020                           |
|                                                                                              |
| Población de los censos y conteos del Instituto Nacional de Estadística y Geografía (INEGI). |

## Economía
La localidad tiene un grado de marginación alto y un grado de rezago social medio.